# Hà Anh Tuấn
Hà Anh Tuấn (sinh ngày 17 tháng 12 năm 1984) là một nam ca sĩ người Việt Nam. Được đánh giá là một trong những nghệ sĩ âm nhạc Việt Nam xuất sắc nhất trong thế hệ của mình, anh từng giành được 13 đề cử và hai lần đoạt giải Cống hiến. Hà Anh Tuấn bắt đầu nổi tiếng từ khi lọt vào top 3 cuộc thi Sao Mai điểm hẹn mùa thứ 2 năm 2006. Năm 2006, anh cộng tác với nhạc sĩ Võ Thiện Thanh để ra mắt album phòng thu đầu tay, Café sáng (2007), đĩa nhạc đã góp phần khẳng định phong cách âm nhạc cho sự nghiệp của anh. Tiếp tục, Hà Anh Tuấn thành công với những album chất lượng nghệ thuật, bao gồm các album được đề cử giải Cống hiến Saigon Radio (2008), Cocktail (2010) và Street Rhythm (2015).
Cuối năm 2016, Hà Anh Tuấn ra mắt dự án âm nhạc See Sing Share, bao gồm 10 tập phát hành trên kênh YouTube của anh. Dự án đã tạo được tiếng vang lớn và trở thành hiện tượng trước công chúng. Sự thành công ngoài mong đợi đó đã kéo theo thành công của See Sing Share 2 – The Love Land (2017), liveshow Fragile cháy vé trong chỉ 2 tiếng kể từ khi mở bán, và album phòng thu thứ bảy cùng tên. Tiếp theo sau đó là dự án See Sing Share 3 – Sweet Memories (2018), cùng chuỗi liveshow See Sing Share Concert với Romance – Người đàn ông và bông hoa trên ngực trái và Gấu (2018).

## Tiểu sử
Hà Anh Tuấn sinh ra tại Thành phố Hồ Chí Minh và là cựu học sinh chuyên hóa của Trường trung học phổ thông chuyên Lê Hồng Phong. Bố mẹ Hà Anh Tuấn đều là những người quê gốc Ninh Bình.
Từ khi còn là học sinh, anh đã tham gia rất nhiều phong trào văn nghệ của trường cũng như thành phố. Năm 2001 và 2002, anh tham gia và đoạt giải nhất dành cho giọng nam trong cuộc thi học sinh - sinh viên Chú Ve Con. Giải nhất đơn ca trong "Liên hoan Tiếng hát học sinh - sinh viên" toàn thành năm 2002.
Sau khi tốt nghiệp cấp 3, Tuấn thi đậu cùng lúc 2 trường: Thủ khoa Đại học Ngân hàng, Á khoa Đại học Khoa học Tự nhiên Thành phố Hồ Chí Minh và giành luôn một suất học bổng học tại Hoa Kỳ. Tuy nhiên với niềm say mê hóa học, anh đã lựa chọn đi du học tại trường Technische Universität Darmstadt, Đại học kỹ thuật Darmstadt, thuộc bang Hessen của Đức. Ở đây anh có thể tiếp tục theo đuổi ngành học mình yêu thích, đồng thời được tiếp cận với nền văn minh lâu đời của châu Âu.

## Sự nghiệp

### Tham gia chương trình Sao Mai Điểm Hẹn 2006
Năm 2006, sau khi hoàn thành chương trình học tại Đức và nghe theo một số bạn bè cổ vũ, Hà Anh Tuấn trở về Việt Nam đăng ký tham dự cuộc thi Sao Mai điểm hẹn của Đài truyền hình Việt Nam. Trong cuộc thi năm đó, anh đoạt giải ca sĩ triển vọng và lọt vào top 3 ca sĩ được yêu thích nhất với ca sĩ Hoàng Hải, và rocker Phạm Anh Khoa.

### Hậu cuộc thi SMĐH và albumNgày Hát Đôi
Sau khi thành công với Sao Mai điểm hẹn, anh quyết định chuyển hẳn sang con đường ca hát chuyên nghiệp, khởi đầu bằng việc anh bắt đầu tìm thầy học luyện thanh, học nhạc lý và đi gõ cửa các nhà sản xuất âm nhạc chuyên nghiệp.
Đầu năm 2007, Tuấn đã cho ra CD album nhạc kết hợp cùng Phương Linh - cùng là thí sinh bước ra từ Sao Mai Điểm Hẹn năm đó, trong sản phẩm âm nhạc mang tên Ngày hát đôi do hãng phim Phương Nam thực hiện. Album gồm 9 ca khúc và ba bản nhạc nền, hầu hết là những ca khúc cũ được hát và phối lại, trong đó có một vài ca khúc mới như Thiên Đường Gọi Tên hay Biển và Ánh Trăng.

### Cafe SángvàSaigon Radio
Tính đến năm 2007, các ca sĩ cùng lứa như Hoàng Hải, Anh Khoa, Ngọc Anh, sau Sao Mai Điểm Hẹn 2006 đều đã "nhanh chân" ra album đầu tay, riêng Hà Anh Tuấn, đến tận cuối năm 2007, album đầu tay Cafe sáng mới được ra mắt. CD gồm 9 ca khúc do nhạc sĩ Võ Thiện Thanh và Hồ Hoài Anh sáng tác, tràn ngập âm hưởng R&B. Các ca khúc được đầu tư rất kỹ về công đoạn sáng tác và phối khí. Năm 2008, Anh làm MC cho đêm liveshow của nhạc sĩ Phạm Duy "Con đường tình ta đi" diễn ra vào hai đêm 9-10/5 tại Nhà hát Hòa Bình, Thành phố Hồ Chí Minh do Hãng phim Phương Nam tổ chức.
Sau đó, vào năm 2009, Hà Anh Tuấn tiếp tục ra mắt album R&B mới Saigon Radio. Với dự án lần này, anh tiếp tục tham gia hợp tác với nghệ sĩ Hồ Hoài Anh. Album đã nhận được đề cử "Album của năm" tại Giải Cống Hiến năm 2010, giải thưởng "Album được yêu thích nhất" do thính giả của bảng xếp hạng Làn Sóng Xanh năm 2009, giải "Album nghệ thuật xuất sắc nhất của năm" tại năm thứ ba của giải "Album Vàng". Cả 2 album này đều được Nhà xuất bản Âm nhạc (Dihavina) & hãng phim Phương Nam thực hiện.

### Tiếp tục thành công vớiAcous'84,Cock-tailvàAnh yêu em,Lava,Street Rhythm,Fragile, Truyện ngắn

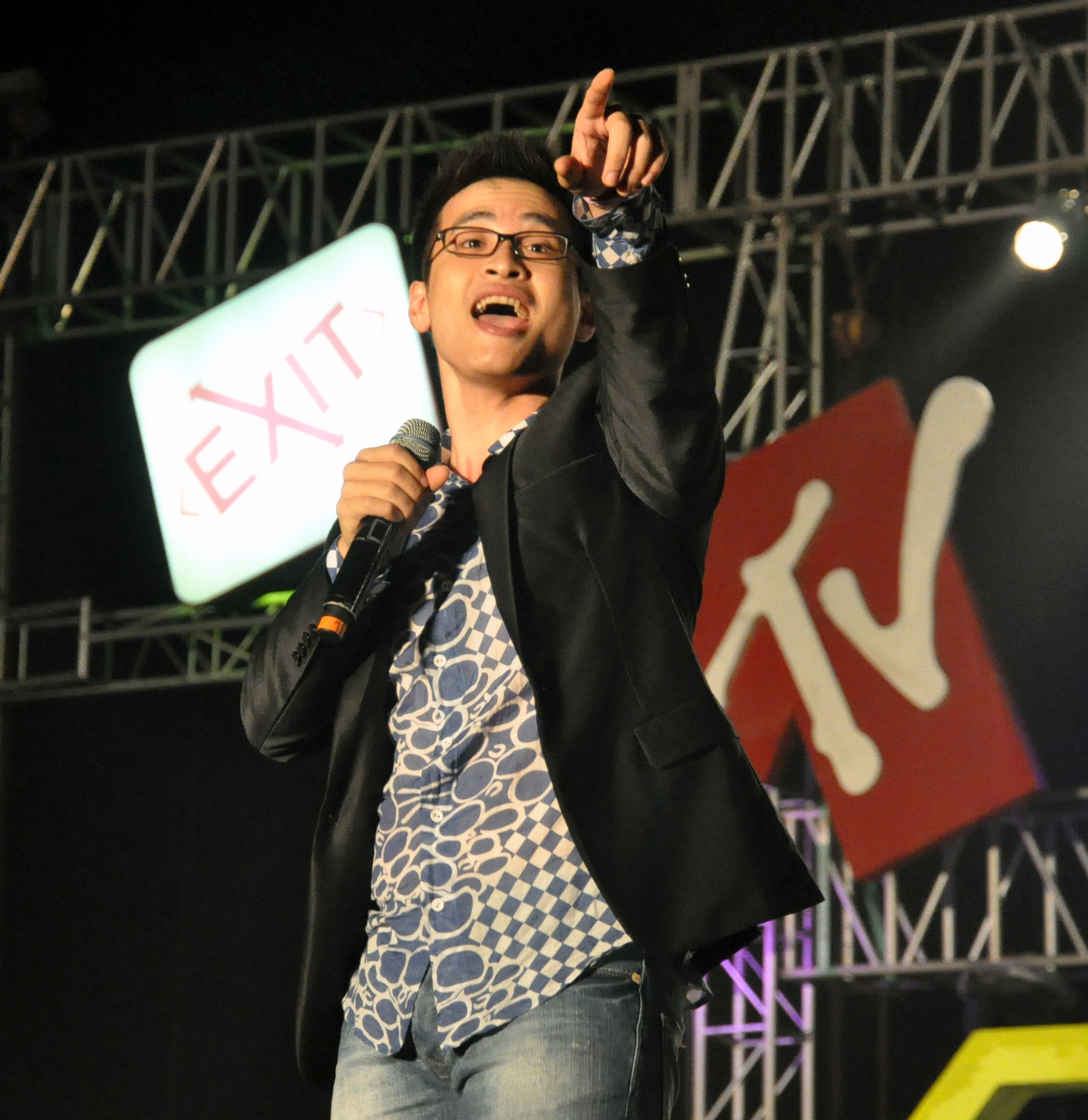
Hà Anh Tuấn vào năm 2010

Bất ngờ vào năm 2010, anh cho ra album thứ 3 mang tên Acous'84 với những ca khúc quen thuộc được phối lại theo phong cách mộc mạc, nhẹ nhàng, khác hẳn phong cách R&B trước nay của mình. Album này giúp Tuấn chiến thắng tại giải "Album Vàng" năm thứ 4 tại hạng mục Giải Album ấn tượng của năm.
Hai album Cocktail và Anh yêu em (hợp tác cùng Phương Linh) tiếp tục giành được sự yêu mến từ khán giả yêu nhạc, trở thành 2 album ấn tượng và được yêu thích trên các cộng đồng nhạc Việt.
Lava không tuân theo một concept quá chặt chẽ mà tôn trọng tính tự nhiên, cảm xúc của Hà Anh Tuấn. Chính điều đó giúp Hà Anh Tuấn dễ dàng kể những câu chuyện đơn giản, thực tế, nhưng vẫn có hơi hướng đúc kết theo một tinh thần cá nhân, độc lập.
Streets Rhythm với 9 ca khúc mới được "đo ni đóng giày" cho giọng hát Hà Anh Tuấn – yếu tố hấp dẫn khán giả nhiều năm ở anh. Album được phát triển từ chất RnB thành thị (Urban RnB) kết hợp với sự ngẫu hứng của Funky để truyền tải những thông điệp cuộc sống thời sự hiện đại.
Fragile là album mới nhất của Hà Anh Tuấn, hợp tác cùng nhạc sĩ Phạm Toàn Thắng. "Âm nhạc của Fragile nói về những giá trị tinh tế, quý giá mà ta cần gìn giữ trong cuộc sống. Đó là tình yêu khát khao dâng trào nhưng bất cứ lúc nào cũng mong manh, dễ vỡ... Tôi hát Fragile là hát về những cung bậc sâu thẳm của những trái tim rung động, run rẩy... Quý vị nghe Fragile là nghe chính sự thành thật của trái tim mình".
Năm 2020, Album Truyện ngắn được phát hành với 6 ca khúc của nhạc sĩ Phan Mạnh Quỳnh. Sau liveshow Truyện ngắn tổ chức thành công ở Hội An (Quảng Nam), ekip Hà Anh Tuấn tiếp tục phát hành phim "Truyện ngắn" với tư cách phim điện ảnh chuyển thể từ các nhạc phẩm thuộc dự án "Hà Anh Tuấn hát Phan Mạnh Quỳnh". Đây cũng là lần thứ 2 Hà Anh Tuấn đóng phim mặc dù chỉ xuất hiện một vai rất nhỏ đến cuối phim mới xuất hiện nhưng vai khách mời của Hà Anh Tuấn đã giúp khép lại chuyện tình buồn của hai nhân vật chính. Được biết, lần đầu tiên Hà Anh Tuấn tham gia diễn xuất là bộ phim ngắn Mẹ chỉ mong Tết - (một dự án phim Tết với sự kết hợp của Tiên Cookie - Lý Minh Thắng - Hà Anh Tuấn) được ra mắt đầu năm 2018.

### Hà Anh Tuấn - 1 trong 10 gương mặt trẻ Việt Nam tiêu biểu
Ngày 21.3.2016, tại Hà Nội, T.Ư Đoàn TNCS Hồ Chí Minh phối hợp với Quỹ hỗ trợ Tài năng trẻ Việt Nam tổ chức Chương trình Kỷ niệm 20 năm giải thưởng Gương mặt trẻ Việt Nam tiêu biểu và trao giải thưởng Gương mặt trẻ Việt Nam tiêu biểu năm 2015 cho 10 thanh niên tiên tiến tiêu biểu trên tất cả các lĩnh vực. Ca sĩ Hà Anh Tuấn là gương mặt thanh niên thuộc lĩnh vực văn hóa nghệ thuật duy nhất được vinh danh.
Ngoài những giải thưởng âm nhạc, Hà Anh Tuấn còn là đại sứ trong các hoạt động thiện nguyện và xã hội mang nhiều ý nghĩa thiết thực như: đại sứ bảo vệ tê giác ở Nam Phi, đại sứ chiến dịch xây dựng nhà bán trú học sinh vùng cao, đại sứ chiến dịch Power On, đại sứ quỹ học bổng Vừ A Dính, thành viên Hội bảo trợ bệnh nhân nghèo TP.HCM...
Đồng thời anh còn là một trong những người sáng lập thương hiệu nghệ thuật "Tuổi trẻ Việt Nam - Câu chuyện hòa bình" đã được thực hiện thường niên tại Hà Nội, TP.HCM, Quảng Trị, Tokyo (Nhật Bản).
Hà Anh Tuấn cũng đã góp sức cùng những thành viên trẻ của Viet Vision để tạo nên những chương trình âm nhạc mang tính nghệ thuật cao cùng những dự án âm nhạc cá nhân mang thông điệp tích cực xã hội và những hoạt động dành cho thanh niên, sinh viên...

### Hà Anh Tuấn với thương hiệu nghệ thuật "Tuổi trẻ Việt Nam - Câu chuyện hòa bình"
Hà Anh Tuấn chia sẻ, ý tưởng làm nên thương hiệu "Tuổi trẻ Việt Nam - Câu chuyện hòa bình" bắt nguồn thêm từ sự kiện giàn khoan Trung Quốc kéo vào biển Đông. "Ngày đó tôi nói về ý tưởng này cùng doanh nhân Phạm Phú Ngọc Trai, ông rất thích và nhận phụ trách nguồn lực tài chính, kêu gọi mọi người ủng hộ để biến ý tưởng Câu chuyện Hòa bình thành một thương hiệu âm nhạc chất lượng cao dành cho các bạn trẻ, được các ca sĩ trẻ dùng âm nhạc nói lên tình yêu, ca ngợi hòa bình."
Với chất liệu âm nhạc là những bài hát đi cùng năm tháng lịch sử đấu tranh vì hòa bình, cộng thêm tiếng nói của giới trẻ hôm nay dùng tình yêu, âm nhạc, tri thức để kết nối, Câu chuyện Hòa bình không chỉ nói về chiến tranh mà nói về tương lai, về hội nhập, nói Việt Nam đã sẵn sàng trở thành một thành viên mạnh mẽ và độc lập của thế giới.
Chương trình đã diễn ra không chỉ trong nước (TP.HCM, Hà Nội, nghĩa trang liệt sĩ Trường Sơn - Quảng Trị) mà còn ra khỏi lãnh thổ Việt Nam, gây tiếng vang lớn tại Tokyo (Nhật Bản).
Tháng 10/2018, Quỹ Hòa bình và Phát triển Thành phố Hồ Chí Minh và Ủy ban Hòa bình Thành phố Hồ Chí Minh tổ chức đã trao cho Hà Anh Tuấn danh hiệu Đại sứ "Nghệ sĩ vì hòa bình".

### Hà Anh Tuấn với thương hiệu nghệ thuật "The Master of Symphony"
Hà Anh Tuấn là người đã đưa ra ý tưởng và là đại diện đơn vị tổ chức Chương trình cho thương hiệu nghệ thuật mang tính "lịch sử" - The Master of Symphony. Số đầu tiên diễn ra tại Nhà hát Hòa bình vào ngày 20 tháng 11 năm 2015, Thành phố Hồ Chí Minh quy tụ Thanh Lam, Hồng Nhung, Thu Phương, Mỹ Linh và Hà Trần. Chương trình đã tạo được hiệu ứng mạnh và gây được tiếng vang lớn nhờ sự uy tín của nó đem lại. The Master of Symphony đã mang lại cho công ty của Hà Anh Tuấn - Viet Vision và Công ty cổ phần Đầu tư Thảo Điền một đề cử cho hạng mục "Chương trình của năm" tại giải Cống hiến.
Năm 2016, một lần nữa chương trình lại được tổ chức với sự góp mặt của Ý Lan, Tuấn Ngọc, Bằng Kiều, Hà Trần, Tùng Dương, Uyên Linh. Khán giả đã chứng kiến không dưới 10 màn trình diễn lần đầu có tại Việt Nam, mang đến nhiều hứng khởi và thích thú từ sáu giọng ca vàng từ ba thế hệ với các màu sắc âm nhạc khác nhau.
The Master of Symphony lần thứ 3 được tổ chức vào ba ngày 10, 11, 12 tháng 11 năm 2017 tại Nhà hát Hoà Bình với sự góp mặt của 6 nữ danh ca xuất sắc nhất nền âm nhạc Việt Nam: Hương Lan, Cẩm Vân, Lệ Quyên, Ý Lan, Hồng Nhung, Thu Phương. Lần đầu tiên, khán giả tham gia chương trình đã được thưởng thức những màn kết hợp của các nghệ sĩ, 6 nghệ sĩ là 6 màu sắc âm nhạc đại diện cho đời sống tinh thần của các thế hệ người Việt ở nhiều nơi và trải dài từ ký ức tươi đẹp cho đến sức sống mãnh liệt đương đại. Họ đã chinh phục công chúng bằng các hoạt động trong và ngoài nước. Và tại sân khấu The Master of Symphony lần thứ 3 này, họ đã hội tụ để cùng tôn vinh những bản tình ca bất hủ của âm nhạc Việt Nam.
The Master of Symphony lần thứ 4 diễn ra vào ngày 23, 24, 25 tháng 11 năm 2018 tại Nhà hát Hòa Bình, Thành phố Hồ Chí Minh với sự góp mặt của 4 ca sĩ thuộc nhiều thế hệ khác nhau: Tuấn Ngọc, Thanh Hà, Mỹ Tâm và Hà Anh Tuấn. Nét mới trong chương trình năm nay là sự giao thoa âm nhạc của những tác phẩm bất hủ mang tính hoài niệm, ký ức và những tác phẩm âm nhạc đương đại kết hợp cùng nhau.

### Hoạt động tình nguyện
Ngoài những giải thưởng âm nhạc, Hà Anh Tuấn còn là đại sứ trong các hoạt động thiện nguyện như đại sứ bảo vệ tê giác ở Nam Phi, đại sứ chiến dịch xây dựng nhà bán trú học sinh vùng cao, đại sứ chiến dịch Power On, đại sứ quỹ học bổng Vừ A Dính, thành viên Hội bảo trợ bệnh nhân nghèo TP.HCM... Bên cạnh đó, anh cũng quan tâm đến các hoạt động tài trợ và thiện nguyện cho xã hội, ví dụ: Hoạt động ủng hộ cho các trung tâm bảo trợ xã hội, bảo trợ nạn nhân chất độc dioxin, trẻ em khuyết tật; Khởi xướng Dự án Rừng Việt Nam; Là nghệ sĩ đầu tiên của Việt Nam tài trợ các phòng áp lực âm điều trị, phòng chống dịch Covid-19; Là cá nhân đầu tiên ủng hộ 3 tỷ cho chương trình "Như chưa hề có cuộc chia ly",...

## Danh sách đĩa nhạc
Album phòng thu
- Café sáng (2007)
- Saigon Radio (2008)
- Acous'84 (2010)
- Cock-tail (2010)
- Lava (2014)
- Streets Rhythm (2015)
- Fragile (2017)
- Truyện ngắn (2019)
- Cuối ngày người đàn ông một mình (2020)
- Những vết thương lành (2022)
- Chân trời rực rỡ (2024)
- Sketch a Rose (2025)

### Album phát hành tại Mỹ
- Chân dung (2012)
- Biết tương tư (2013)
- Veston: The Golden Melodies (2018)

### DVD
- The Veston Concert (2021)
- Chân Trời Rực Rỡ - The Glorious Horizon Concert (2023)

### Album quảng cáo
- Acoustic Guitar: Mơ tóc (2008)

### Album hợp tác
- Ngày hát đôi (2007) (với Phương Linh)
- Anh yêu em (2011) (với Phương Linh)

### Album không phát hành
- 3 ngày HAT (Trần Thanh Phương sản xuất)

### Đĩa đơn
| Năm  | Tên                                     | Loại    | Chú thích        |
| ---- | --------------------------------------- | ------- | ---------------- |
| 2013 | "Chuyện của mùa đông"                   | Đĩa đơn | Trích từ Fragile |
| 2014 | "Hai giọt nước"                         | Đĩa đơn | Cùng Phương Linh |
| 2016 | "Người"                                 | Đĩa đơn | Trích từ Fragile |
| 2016 | "Tháng tư là lời nói dối của em"        | EP      | Trích từ Fragile |
| 2017 | "Cuộc đời là những bước chân"           | Đĩa đơn | Cùng Bích Phương |
| 2017 | "Mình yêu nhau yêu nhau bình yên thôi!" | Đĩa đơn | Cùng Đinh Hương  |
| 2017 | "Người tình mùa đông"'                  | Đĩa đơn |                  |
| 2017 | "Nơi ấy bình yên"                       | Đĩa đơn |                  |
| 2018 | "Mẹ chỉ mong Tết về"                    | Đĩa đơn |                  |
| 2024 | "Hoa Hồng"                              | Đĩa đơn |                  |

### Dự án âm nhạc
- See Sing Share 1 (10 tập)
- See Sing Share 2 – The Love Land (10 tập)
- See Sing Share 3 – Sweet Memories (10 tập)
- See Sing Share 4 – Trong rừng có cơn mát lành (9 tập)

### Album cá nhân góp giọng
| Năm  | Tên                    | Nghệ sĩ    | Ca khúc          | Chú thích |
| ---- | ---------------------- | ---------- | ---------------- | --------- |
| 2013 | Biển, nỗi nhớ và... em | Thu Phương | - Thuyền và biển |           |

## Biểu diễn trực tiếp
- Ngày 17 tháng 12 năm 2016, Café in Concert: Nâu nóng tại Cung Văn hóa Hữu nghị Hà Nội.
- Ngày 22 tháng 12 năm 2016, Café in Concert: Sữa đá tại Nhà Văn hóa Thanh niên Thành phố Hồ Chí Minh.
- Ngày 9-10 tháng 9 năm 2017, Fragile Live Concert tại Cung Văn hóa Hữu nghị Hà Nội.
- Ngày 30 tháng 11 năm 2017, Fragile+ Live Concert in Saigon tại White Palace, Thành phố Hồ Chí Minh.
- Ngày 7 tháng 4 năm 2018, See Sing Share Concert: Romance – Người đàn ông & bông hoa trên ngực trái tại Trung tâm hội nghị Quốc gia Việt Nam, Hà Nội.
- Ngày 14 tháng 4 năm 2018, See Sing Share Concert: Romance – Người đàn ông & bông hoa trên ngực trái tại Nhà hát Hòa Bình, Thành phố Hồ Chí Minh.
- Ngày 23 tháng 12 năm 2018, See Sing Share Concert: Gấu tại Trường Cao đẳng Sư phạm Đà Lạt, Lâm Đồng.
- Ngày 13-14 tháng 9 năm 2019, Live Concert: Truyện ngắn – Hội An tại Nhà hát Hội An, Quảng Nam.
- Ngày 12 tháng 10 năm 2019, Live Concert: Truyện ngắn tại Nhà hát Hòa Bình, Thành phố Hồ Chí Minh.
- Ngày 26 tháng 10 năm 2019, Live Concert: Truyện ngắn tại Trung tâm Hội nghị Quốc gia Việt Nam, Hà Nội.
- Ngày 2-3 tháng 4 năm 2021, The Veston Concert tại Trường Cao đẳng Sư phạm Đà Lạt, Lâm Đồng.
- Ngày 13-14 tháng 8 năm 2022, Storii Concert 01: Những vết thương lành tại Nhà hát Hòa Bình, Thành phố Hồ Chí Minh.
- Ngày 20 tháng 8 năm 2022, Storii Concert 01: Những vết thương lành tại Trung tâm Hội nghị Quốc gia Việt Nam, Hà Nội.
- Ngày 24-25 tháng 2 năm 2023, Hà Anh Tuấn Live Concert: Chân trời rực rỡ – The Glorious Horizon tại Sân lễ hội đền vua Đinh - vua Lê, Cố đô Hoa Lư, Ninh Bình.
- Ngày 24-25 tháng 2 năm 2024, Storii Concert 02: Người giữ mùa xuân tại Trung tâm Hội nghị Quốc gia Việt Nam, Hà Nội.
- Ngày 11-12 tháng 6 năm 2024, Hà Anh Tuấn Live Concert: Sketch a Rose tại Cụm nhà hát Esplanade, Singapore.
- Ngày 29 tháng 9 năm 2024, Hà Anh Tuấn Live Concert: Sketch a Rose tại Nhà hát Opera Sydney, Úc.
- Ngày 8 và 9 tháng 3 năm 2025, Hà Anh Tuấn Live Concert in Saigon: Sketch a Rose tại The Global City, Thành phố Hồ Chí Minh.

## Danh sách phim
- Truyện ngắn (2019) – Đạo diễn Cao Trung Hiếu
- The Healed Wounds (2023) – Đạo diễn Lan Nguyên
- Những chặng đường bụi bặm (2025) – Đạo diễn Trịnh Lê Phong

## Giải thưởng

### Giải thưởng Âm nhạc Cống hiến
Hà Anh Tuấn là 1 trong 4 ca sĩ có nhiều đề cử giải Cống hiến nhất với 15 đề cử trong sự nghiệp.
| Năm  | Giải thưởng                           | Trao cho                                                   | Kết quả   |
| ---- | ------------------------------------- | ---------------------------------------------------------- | --------- |
| 2008 | Cống Hiến: Nam ca sĩ của năm          | —                                                          | Đề cử     |
| 2009 | Cống Hiến: Ca sĩ của năm              | —                                                          | Đề cử     |
| 2010 | Cống Hiến: Ca sĩ của năm              | —                                                          | Đề cử     |
| 2010 | Cống Hiến: Album của năm              | Saigon Radio                                               | Đề cử     |
| 2011 | Cống Hiến: Album của năm              | Cock-tail                                                  | Đề cử     |
| 2011 | Cống Hiến: Ca sĩ của năm              | —                                                          | Đề cử     |
| 2016 | Cống Hiến: Album của năm              | Streets Rhythm                                             | Đề cử     |
| 2017 | Cống Hiến: Ca sĩ của năm              | —                                                          | Đề cử     |
| 2017 | Cống Hiến: Chương trình của năm       | Liveshow Café in Concert – Nâu nóng                        | Đề cử     |
| 2018 | Cống Hiến: Chương trình của năm       | Liveshow Fragile Live Concert                              | Đề cử     |
| 2018 | Cống Hiến: Bài hát của năm            | "Mình yêu nhau yêu nhau bình yên thôi!"                    | Đề cử     |
| 2019 | Cống Hiến: Chương trình của năm       | Liveshow Romance – Người đàn ông & bông hoa trên ngực trái | Đoạt giải |
| 2019 | Cống Hiến: Chuỗi chương trình của năm | Chương trình See Sing Share – Sweet Memories               | Đoạt giải |
| 2020 | Cống Hiến: Chương trình của năm       | Truyện ngắn                                                | Đề cử     |
| 2020 | Cống Hiến: Ca sĩ của năm              | —                                                          | Đề cử     |

### Làn Sóng Xanh
| Năm  | Hạng mục                                | Đề cử cho              | Kết quả   |
| ---- | --------------------------------------- | ---------------------- | --------- |
| 2006 | Ca sĩ triển vọng                        | —                      | Đoạt giải |
| 2007 | Top 10 ca sĩ được yêu thích nhất        | —                      | Đoạt giải |
| 2008 | Top 10 ca sĩ được yêu thích nhất        | —                      | Đoạt giải |
| 2009 | Album được yêu thích                    | Saigon Radio           | Đoạt giải |
| 2009 | Top 10 ca sĩ được yêu thích nhất        | —                      | Đoạt giải |
| 2010 | Top 10 ca sĩ được yêu thích nhất        | —                      | Đoạt giải |
| 2016 | Top 5 ca sĩ được yêu thích - Bảng Vàng  | —                      | Đoạt giải |
| 2017 | Top 5 ca sĩ được yêu thích - Bảng Vàng  | —                      | Đoạt giải |
| 2017 | Dự án trong năm                         | See Sing Share         | Đoạt giải |
| 2018 | Chuỗi liveshow của năm                  | See Sing Share Concert | Đoạt giải |
| 2023 | Giải thưởng đặt biệt - Liveshow của năm | Chân trời rực rỡ       | Đoạt giải |

### Album Vàng
| Năm  | Hạng mục                               | Đề cử cho    | Kết quả   |        |
| ---- | -------------------------------------- | ------------ | --------- | ------ |
| 2007 | Ca sĩ trẻ có album tốt                 | Ngày Hát Đôi | Đoạt giải |        |
| 2010 | Album nghệ thuật xuất sắc nhất của năm | Saigon Radio | Đoạt giải | [ 16 ] |
| 2011 | Album ấn tượng của năm                 | Acous'84     | Đoạt giải |        |

### Bài Hát Việt
| Năm  | Hạng mục                           | Đề cử cho | Kết quả   |  |
| ---- | ---------------------------------- | --------- | --------- |  |
| 2006 | Ca sĩ được yêu thích nhất          | —         | Đoạt giải |  |
| 2009 | Ca sĩ được khán giả yêu thích nhất | —         | Đoạt giải |  |
| 2010 | Ca sĩ được khán giả yêu thích nhất | —         | Đoạt giải |  |

### Giải Mai Vàng
| Năm  | Hạng mục             | Đề cử cho | Kết quả   |        |
| ---- | -------------------- | --------- | --------- | ------ |
| 2007 | Nam ca sĩ nhạc nhẹ   | —         | Đề cử     |        |
| 2008 | Nam ca sĩ nhạc nhẹ   | —         | Đề cử     | [ 17 ] |
| 2011 | Nam ca sĩ nhạc nhẹ   | —         | Đề cử     | [ 18 ] |
| 2011 | Top 10 ca sĩ của năm | —         | Đoạt giải |        |
| 2012 | Nam ca sĩ nhạc nhẹ   | Lạc lối   | Đề cử     | [ 19 ] |

### Các giải khác
- Giải nhất "Giọng ca Nam" tại Cuộc thi Học sinh - sinh viên Chú ve con 2001, 2002
- Giải nhất "Đơn ca" tại Liên hoan Tiếng hát học sinh sinh viên toàn thành 2002
- Giải "Ca sĩ triển vọng" Sao mai Điểm Hẹn 2006[20]
- Giải "Nghệ sĩ ăn mặc mốt nhất" do Viện mẫu Fadin bình chọn 2006
- Giải "Best New Artist" do yeuamnhac.com bình chọn năm 2006
- Giải "Nam ca sĩ phong cách của năm" tại Elle Style Awards 2015
- Đề cử "Nam ca sĩ ấn tượng của năm" tại VTV Award năm 2016.
- Giải "Gương mặt trẻ Việt Nam tiêu biểu" 2015
- Giải "Singer Of The Year " tại Men of The Year 2017
- Giải "Show âm nhạc truyền cảm hứng" với See Sing Share tại Pops Music Awards 2017
- Giải "Thành tựu của năm" tại Elle Style Awards 2018
- Giải "Best Looking Gentleman" tại Elle Beauty Awards 2019
- Giải "Chương trình âm nhạc truyền cảm hứng" với ROMANCE Concert tại Pops Music Awards 2018